# Bjørnevatn
Bjørnevatn este o localitate din comuna Sør-Varanger, provincia Finnmark, Norvegia, cu o suprafață de 1,79 km² și o populație de 2.503 locuitori (2013).